# 張清郎
張清郎（1939年4月11日—2011年3月8日），台灣新竹人，男中音、合唱指揮與音樂教育者。

## 生平
自小喜歡歌唱，小學時被音樂老師選為合唱團團員。1952年以全校第一名的成績，畢業於新竹師範學院附設小學，1955年畢業於省立新竹初級商業學校。1956年獲得新竹縣運動會三鐵及接力賽冠軍，破當年紀錄。1958年畢業於臺灣省立新竹師範學院，在1958至1960年擔任小學教師時，獲得新竹縣獨唱比賽冠軍。1960年獲得當時的臺灣省音樂比賽獨唱組優勝。1965年畢業於國立臺灣師範大學音樂系，之後以助教的身分，任職於臺師大音樂系，著力於音樂教育和聲樂社團的推動，如1977年陸續成立的田園合唱團與青園合唱團、1992至1993年成立的中華民國合唱協會、臺灣合唱團、民權橋合唱團以及音樂家演唱團等等。
1985年，至奧地利維也納音樂暨表演藝術大學研究進修深造，學習聲樂、德國藝術歌曲與歌劇。2001年受聘為臺師大藝術學院音樂系教授，隔年兼任藝術學院院長。2003年擔任同校民族音樂研究所教授。任教期間參與許多音樂會的演出與製作，在台灣舉行個人獨唱會及製作表演節目，演唱神劇、歌劇、藝術歌曲與民歌，以及指揮合唱團之演出，如《托斯卡》、《魔笛》、《蝴蝶夫人》、《弄臣》、《杜蘭朵公主》等西洋歌劇，亦投身於中華文化的聲樂藝術中，如呂泉生《杯底不可飼金魚》一曲，便是他所唱紅的代表作之一。所演出歌劇包括：《牛郎織女》、《熱碧亞》、《白蛇傳》、《天山雲雀》等等。
在其晚年談聲樂時的報導，曾說過唱歌的第一要件是聲音要好，除了天賦為難以強求的因素外，身體健康、睡眠充足對聲樂家也是很重要關鍵。他說：「身體不健康，氣不夠、中氣不足，聲音一定不會好。」

## 作品
以下為國立臺灣師範大學音樂系所整理。

### 期刊論文
- 張清郎，1997，〈如歌似的台灣語言〉，第一屆台灣本土文化學術研討會論文集(上)，479-492，國立台灣師範大學文學院
- 張清郎，1998，〈論「台灣藝術歌曲」的重要性與提昇方法〉，北青(北師一百年)，42-46，國立台北師院

### 研討會論文
- 張清郎，1997，〈如歌似的台灣語言〉，一九九六鄉土藝術(音樂)研討會文集

### 專書
- 張清郎，1997.3，《台灣歌曲》(一)，三重扶輪社、樂韻出版社
- 張清郎，1998.7，《台灣歌曲合唱集》(一)，國立編譯館、樂韻出版社
- 張清郎，1998.3，《如何演唱台灣歌曲》，前程企業管理有限公司
- 張清郎，2000.9，《張清郎台灣歌曲創作集》，前程企業管理有限公司

### 技術報告
- 張清郎，1997，《張清郎台灣歌曲獨唱會》(一)、(二)、(三)輯影帶及CD
- 張清郎，1998，《張清郎歌劇選粹之夜》影帶、錄音帶及CD
- 張清郎，1999，《張清郎舒伯特藝術歌曲之夜》影帶、錄音帶
- 張清郎，1999，《張清郎義大利歌曲演唱會》影帶、錄音帶
- 張清郎，2000，《張清郎獨唱會》影帶、錄音帶
- 張清郎，2001，《張清郎中國歌曲獨唱會》影帶、錄音帶
- 張清郎，2001，《張清郎中國民歌演唱會》錄音帶
- 張清郎，2002，《鄉土，鄉親，鄉韻；我詞，我曲，大家唱》張清郎作品發表會錄影帶

### 作品發表與展演
- 張清郎，1997，張清郎台灣歌曲獨唱會(一)、(二)、(三)，巡迴全國
- 張清郎，1997，張清郎歌曲選粹之夜，台北縣立文化中心
- 張清郎，1997，張清郎舒伯特藝術歌曲之夜》(冬之旅)，國家演奏廳
- 張清郎，1997，張清郎義大利歌曲演唱會，基隆市立文化中心
- 張清郎，1997，張清郎獨唱會，師大禮堂
- 張清郎，1997，張清郎中國歌曲獨唱會，桃園縣立文化中心
- 張清郎，1997，張清郎中國民歌演唱會，巡迴全國
- 張清郎，1998，張清郎歌劇演出(魔笛)，國家戲劇院
- 張清郎，2000，鄉土，鄉親，鄉韻；我詞，我曲，大家唱 張清郎作品發表會，台北市立社教館
- 張清郎，2002，指揮國家實驗合唱團演出(台灣風情話)，國家演奏廳

## 外部連結
- 臺灣音樂群像 張清郎 （页面存档备份，存于）